# Taxicnemis flava
Taxicnemis flava är en tvåvingeart som beskrevs av Tonnoir och Edwards 1927. Taxicnemis flava ingår i släktet Taxicnemis, ordningen tvåvingar, klassen egentliga insekter, fylumet leddjur och riket djur. Inga underarter finns listade i Catalogue of Life.